# Sileo S18
De Sileo S18 is een elektrische gelede busmodel, geproduceerd door de Duitse busfabrikant Sileo. Dit model bus is in 2015 geïntroduceerd en in 2017 werd het ontwerp van de bus aangepast naar een meer trambus ontwerp. Sinds 2017 wordt het chassis gebouwd door de Turkse constructeur Karsan.

## Inzet
Sinds de introductie in 2015 zijn er verschillende exemplaren afgeleverd en/of besteld in onder andere Duitsland.
| Bedrijf   | Serie     | Aantal    | Inzet              | Opmerking |
| Duitsland | Duitsland | Duitsland | Duitsland          | Duitsland |
| --------- | --------- | --------- | ------------------ | --------- |
| ASEAG     | 372–378   | 7         | Stadsdienst Aken   |           |
| BSAG      | 4997      | 1         | Stadsdienst Bremen |           |

## Verwante bustypen
- S10 - 10-meteruitvoering
- S12 - 12-meteruitvoering
- S24 - 24-meteruitvoering